# Guillaume Rocquelin
Guillaume Rocquelin (Dijon, 14 de agosto de 1974) es un ingeniero francés de Fórmula 1 de Red Bull. Rocquelin ha trabajado en Red Bull desde 2006 como ingeniero de carrera de David Coulthard, donde trabajó hasta 2008. De 2009 a 2014, se desempeñó como ingeniero de carrera de Sebastian Vettel. En 2015, fue ascendido a ingeniero jefe de carreras del equipo.